# Czech Tour 2023
14. ročník etapového cyklistického závodu Czech Tour se konal mezi 27. a 30. červencem 2023 v Česku. Celkovým vítězem se stal Němec Florian Lipowitz z týmu Bora–Hansgrohe. Na druhém a třetím místě se umístili Němec Ben Zwiehoff (Bora–Hansgrohe) a Čech Jakub Otruba (ATT Investments). Závod byl součástí UCI Europe Tour 2023 na úrovni 2.1.

## Týmy
Závodu se zúčastnilo 3 z 18 UCI WorldTeamů, 11 UCI ProTeamů a 7 UCI Continental týmů. Všechny týmy nastoupily na start se sedmi závodníky kromě týmů Bora–Hansgrohe, Intermarché–Circus–Wanty, Team Felbermayr–Simplon Wels a Team Flanders–Baloise s šesti jezdci. Jakub Ťoupalík (EF Education–Nippo Development Team) se nepostavil na start úvodní etapy, závod tak odstartovalo 142 jezdců. Do cíle ve Šternberku dojelo 97 z nich.
UCI WorldTeamy
- Bora–Hansgrohe
- Intermarché–Circus–Wanty
- Team Jumbo–Visma

UCI ProTeamy
- Bingoal WB
- Bolton Equities Black Spoke
- Eolo–Kometa
- Equipo Kern Pharma
- Green Project–Bardiani–CSF–Faizanè
- Israel–Premier Tech
- Team Corratec–Selle Italia
- Team Flanders–Baloise
- Team Novo Nordisk
- Tudor Pro Cycling Team
- Uno-X Pro Cycling Team

UCI Continental týmy
- ATT Investments
- EF Education–Nippo Development Team
- Elkov–Kasper
- Team Felbermayr–Simplon Wels
- Team Lotto–Kern Haus
- RRK Group–Pierre Baguette–Benzinol
- Trinity Racing

## Trasa a etapy
| Etapa         | Datum         | Trasa                                  | Vzdálenost    | Typ      | Typ            | Vítěz                        |
| ------------- | ------------- | -------------------------------------- | ------------- | -------- | -------------- | ---------------------------- |
| 1             | 27. července  | Prostějov – Uničov                     | 165 km        |          | Rovinatá etapa | Itamar Einhorn (ISR)         |
| 2             | 28. července  | Olomouc – Pustevny                     | 166,9 km      |          | Horská etapa   | Florian Lipowitz (GER)       |
| 3             | 29. července  | Moravská Třebová – Červenohorské sedlo | 161,5 km      |          | Horská etapa   | Johannes Staune-Mittet (NOR) |
| 4             | 30. července  | Šumperk – Šternberk                    | 176,2 km      |          | Zvlněná etapa  | Adam Ťoupalík (CZE)          |
| Celková délka | Celková délka | Celková délka                          | Celková délka | 669,6 km | 669,6 km       | 669,6 km                     |

## Průběžné pořadí
| Etapa          | Vítěz                  | Celkové pořadí   | Bodovací soutěž  | Vrchařská soutěž       | Soutěž mladých jezdců  | Soutěž týmů         | Cena bojovnosti   |
| -------------- | ---------------------- | ---------------- | ---------------- | ---------------------- | ---------------------- | ------------------- | ----------------- |
| 1              | Itamar Einhorn         | Itamar Einhorn   | Itamar Einhorn   | Johannes Staune-Mittet | Milan Fretin           | Israel–Premier Tech | Matěj Zahálka     |
| 2              | Florian Lipowitz       | Florian Lipowitz | Florian Lipowitz | Matěj Zahálka          | Per Strand Hagenes     | Team Jumbo–Visma    | Toby Perry        |
| 3              | Johannes Staune-Mittet | Florian Lipowitz | Florian Lipowitz | Johannes Staune-Mittet | Johannes Staune-Mittet | Team Jumbo–Visma    | Samuele Zoccarato |
| 4              | Adam Ťoupalík          | Florian Lipowitz | Florian Lipowitz | Samuele Zoccarato      | Tijmen Graat           | Bora–Hansgrohe      | Stian Fredheim    |
| Konečné pořadí | Konečné pořadí         | Florian Lipowitz | Florian Lipowitz | Samuele Zoccarato      | Tijmen Graat           | Bora–Hansgrohe      | neuděleno         |

- Ve 2. etapě nosil Luke Lamperti, jenž byl druhý v bodovací soutěži, zelený dres, protože lídr této klasifikace Itamar Einhorn nosil žlutý dres pro lídra celkového pořadí.
- Ve 3. etapě nosil Anders Halland Johannessen, jenž byl druhý v bodovací soutěži, zelený dres, protože lídr této klasifikace Florian Lipowitz nosil žlutý dres pro lídra celkového pořadí.
- Ve 4. etapě nosil Per Strand Hagenes, jenž byl čtvrtý v bodovací soutěži, zelený dres, protože lídr této klasifikace Florian Lipowitz nosil žlutý dres pro lídra celkového pořadí a druhý a třetí závodník této klasifikace, Johannes Staune-Mittet a Anders Halland Johannessen respektive, odstoupili ze závodu.
- Ve 4. etapě nosil Samuele Zoccarato, jenž byl druhý ve vrchařské soutěži, puntíkovaný dres, protože lídr této klasifikace Johannes Staune-Mittet odstoupil ze závodu.
- Ve 4. etapě nosil Tijmen Graat, jenž byl druhý v soutěži mladých jezdců, bílý dres, protože lídr této klasifikace Johannes Staune-Mittet odstoupil ze závodu.

## Konečné pořadí
| Legenda | Legenda                         | Legenda | Legenda                               |
| ------- | ------------------------------- | ------- | ------------------------------------- |
|         | Označuje lídra celkového pořadí |         | Označuje lídra vrchařské soutěže      |
|         | Označuje lídra bodovací soutěže |         | Označuje lídra soutěže mladých jezdců |

### Celkové pořadí
| Pořadí | Jezdec                 | Tým                                | Čas         |
| ------ | ---------------------- | ---------------------------------- | ----------- |
| 1      | Florian Lipowitz (GER) | Bora–Hansgrohe                     | 16h 32' 10" |
| 2      | Ben Zwiehoff (GER)     | Bora–Hansgrohe                     | + 2' 20"    |
| 3      | Jakub Otruba (CZE)     | ATT Investments                    | + 2' 44"    |
| 4      | Kamiel Bonneu (BEL)    | Team Flanders–Baloise              | + 2' 45"    |
| 5      | Tijmen Graat (NED)     | Team Jumbo–Visma                   | + 2' 53"    |
| 6      | Luca Covili (ITA)      | Green Project–Bardiani–CSF–Faizanè | + 3' 02"    |
| 7      | Mason Hollyman (GBR)   | Israel–Premier Tech                | + 3' 25"    |
| 8      | José Félix Parra (ESP) | Equipo Kern Pharma                 | + 4' 02"    |
| 9      | Lukas Nerurkar (GBR)   | Trinity Racing                     | + 4' 11"    |
| 10     | Jon Agirre (ESP)       | Equipo Kern Pharma                 | + 4' 19"    |

### Bodovací soutěž
| Pořadí | Jezdec                   | Tým                    | Body |
| ------ | ------------------------ | ---------------------- | ---- |
| 1      | Florian Lipowitz (GER)   | Bora–Hansgrohe         | 61   |
| 2      | Adam Ťoupalík (CZE)      | Elkov–Kasper           | 39   |
| 3      | Ben Zwiehoff (GER)       | Bora–Hansgrohe         | 39   |
| 4      | Luke Lamperti (USA)      | Trinity Racing         | 28   |
| 5      | Jakub Otruba (CZE)       | ATT Investments        | 23   |
| 6      | Per Strand Hagenes (NOR) | Team Jumbo–Visma       | 20   |
| 7      | Milan Fretin (BEL)       | Team Flanders–Baloise  | 20   |
| 8      | Milan Vader (NED)        | Team Jumbo–Visma       | 18   |
| 9      | Stian Fredheim (NOR)     | Uno-X Pro Cycling Team | 18   |
| 10     | Kamiel Bonneu (BEL)      | Team Flanders–Baloise  | 16   |

### Vrchařská soutěž
| Pořadí | Jezdec                   | Tým                                 | Body |
| ------ | ------------------------ | ----------------------------------- | ---- |
| 1      | Samuele Zoccarato (ITA)  | Green Project–Bardiani–CSF–Faizanè  | 16   |
| 2      | Matěj Zahálka (CZE)      | Elkov–Kasper                        | 16   |
| 3      | Michel Hessmann (GER)    | Team Jumbo–Visma                    | 14   |
| 4      | Florian Lipowitz (GER)   | Bora–Hansgrohe                      | 10   |
| 5      | Toby Perry (GBR)         | EF Education–Nippo Development Team | 10   |
| 6      | Riccardo Zoidl (AUT)     | Team Felbermayr–Simplon Wels        | 8    |
| 7      | Stian Fredheim (NOR)     | Uno-X Pro Cycling Team              | 8    |
| 8      | Fredrik Dversnes (NOR)   | Uno-X Pro Cycling Team              | 6    |
| 9      | Per Strand Hagenes (NOR) | Team Jumbo–Visma                    | 6    |
| 10     | Arthur Kluckers (LUX)    | Tudor Pro Cycling Team              | 6    |

### Soutěž mladých jezdců
| Pořadí | Jezdec                   | Tým                                | Body        |
| ------ | ------------------------ | ---------------------------------- | ----------- |
| 1      | Tijmen Graat (NED)       | Team Jumbo–Visma                   | 16h 35' 03" |
| 2      | Lukas Nerurkar (GBR)     | Trinity Racing                     | + 1' 18"    |
| 3      | Francesco Busatto (ITA)  | Intermarché–Circus–Wanty           | + 2' 53"    |
| 4      | Karel Camrda (CZE)       | ATT Investments                    | + 3' 05"    |
| 5      | Michel Hessmann (GER)    | Team Jumbo–Visma                   | + 4' 42"    |
| 6      | Mathieu Kockelmann (LUX) | Team Lotto–Kern Haus               | + 10' 39"   |
| 7      | Alessio Nieri (ITA)      | Green Project–Bardiani–CSF–Faizanè | + 10' 42"   |
| 8      | Daniel Lima (POR)        | Israel–Premier Tech                | + 12' 04"   |
| 9      | Daniel Vysočan (CZE)     | RRK Group–Pierre Baguette–Benzinol | + 12' 11"   |
| 10     | Tomáš Přidal (CZE)       | Elkov–Kasper                       | + 14' 38"   |

### Soutěž týmů
| Pořadí | Tým                                | Čas         |
| ------ | ---------------------------------- | ----------- |
| 1      | Bora–Hansgrohe                     | 49h 44' 33" |
| 2      | Team Jumbo–Visma                   | + 3' 01"    |
| 3      | Equipo Kern Pharma                 | + 6' 49"    |
| 4      | Green Project–Bardiani–CSF–Faizanè | + 7' 48"    |
| 5      | ATT Investments                    | + 17' 25"   |
| 6      | Elkov–Kasper                       | + 17' 31"   |
| 7      | Israel–Premier Tech                | + 21' 45"   |
| 8      | Tudor Pro Cycling Team             | + 24' 49"   |
| 9      | Intermarché–Circus–Wanty           | + 26' 06"   |
| 10     | Bingoal WB                         | + 27' 02"   |